# Делен, Тома
Тома́ Деле́н (фр. Thomas Delaine; род. 24 марта 1992, Франция) — французский футболист, защитник клуба «Страсбур».

## Биография
Тома Делен родился в Лансе и заниматься футболом начал в местном клубе, где долгое время играл за молодёжную команду, а позже за вторую команду «Ланса» в Национальном чемпионате 2. Ещё два сезона отыграл в клубе «Аррас».
У Делена уже возникали мысли завершить футбольную карьеру, и летом 2017 клуб «Париж» предложил ему профессиональный контракт. В составе столичной команды Делен дебютировал 28 июля 2017 года в матче Лиги 2 против «Клермон».
В августе 2018 года подписал четырехлетний контракт с клубом «Мец». С которым в дебютном для себя сезоне выиграл Лигу 2, сыграв 32 игры. 11 августа 2019 года дебютировал в Лиги 1 против команды «Страсбур».
В мае 2022 Делан перешел в «Страсбур», с которым подписал трехлетний контракт. 6 августа дебютировал за «Страсбур» в матче против «Монако».